# ロアルド・ダール
ロアルド・ダール（Roald Dahl [ˈroʊəld ˈdɑːl]、ノルウェー語: [ˈruːɑl ˈdɑːl]、1916年9月13日 - 1990年11月23日）は、イギリスの小説家・脚本家。

## 略歴

### パイロット
カーディフのランダフ地区にてノルウェー移民の両親のもとに生まれる。シェル石油で働き、タンザニアやカナダにも行ったが、第二次世界大戦が始まってからはイギリス空軍の戦闘機パイロットとして従軍、5機撃墜を公認されエース・パイロットとなっている。1940年9月19日、搭乗していたグロースター・グラディエーター複葉戦闘機がエジプトのマルサ・マトルーフ近郊の砂漠で機位を喪失し不時着、重傷を負うも生還した。しかし、この際に脊髄を負傷した事による後遺症に生涯苦しめられた。後にこの事故はダールが発進前に受けた、誤った飛行ルート指示によるものと判明した。

### 作家
その後、アメリカに駐在中に与太話やパイロット時代の経験を元に小説を書くようになった。作家セシル・スコット・フォレスターが、取材のためにダールの飛行体験についてメモを書くよう依頼したが、ダールは話すより書く方が早いと思ってメモを作った。そのメモ（デビュー作の中の「簡単な任務」）の素晴らしさにそのままダール名義で出版されたことがきっかけでデビュー。1942年にはすでにグレムリンの話を書いていた（これをディズニーが映画化しようとしたが頓挫）。風刺やブラックユーモアに満ちた短編小説や、児童文学で有名。
特に、「奇妙な味」と評されるダールの短編小説は、作家・評論家・翻訳家らへのアンケート結果によるミステリ・マガジン2007年3月号で、ミステリ小説オールタイム・ベストの短編部門第1位に輝いた『南から来た男』の他、『味』、『おとなしい凶器』などで、日常的な風景や会話の中に人間の心の奥底に潜む狂気をうかがわせ、高い評価を得た。1954年、短編集『あなたに似た人』でアメリカ探偵作家クラブ賞を受賞。
007シリーズで有名なイギリス人作家のイアン・フレミングの友人であり、映画『007は二度死ぬ』と『チキ・チキ・バン・バン』の脚本も手がけた。

### 家族

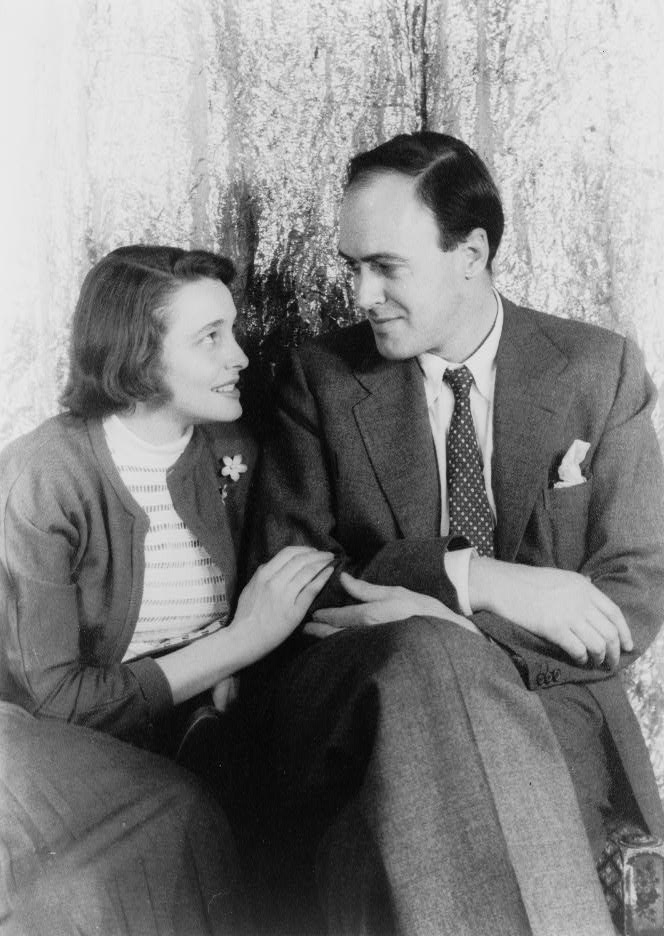
パトリシア・ニールとロアルド・ダール

1953年に女優のパトリシア・ニールと結婚した。ダールとの結婚前、彼女はゲイリー・クーパーと3年間不倫関係にあり、彼の子を妊娠したが、クーパーの妻はカトリック教徒であったため離婚に応じず、中絶せざるをえなかった。ニールはマスコミから袋叩きにあい、仕事も来なくなった。そんな時に彼女を可愛がっていた劇作家リリアン・ヘルマンの紹介によりダールと出会い結婚した。結婚後も女優を続け、アカデミー主演女優賞を受賞した。5人の子供に恵まれたが、妊娠中に脳卒中に襲われ、ダールの献身的な看護とリハビリのおかげで無事に出産し回復した。しかしダールは介護中に出会ったフェリシティー・クロスランドとの浮気を理由に1983年に離婚した。後にニールは自伝の結びに「自分の愛した男性はゲイリー・クーパーただ一人だった」と書いている。 
その後ダールはフェリシティー・クロスランドと再婚する。2人の間に子供はいなかったが、連れ子の長女オリヴィアが7歳の時に脳炎で亡くなり、息子セオは4ヶ月の時に交通事故で脳に障害を負った。ダールの死後、妻によってロアルド・ダール基金が設立された。ちなみにニールとの間に設けた子供たちは全員父になついていたため、その後もクロスランドのもとに集まったという。

## エピソード
- 宮崎駿はダールのファンであり、オマージュとして『紅の豚』や『風立ちぬ』で「銀河（天の川）」のような、「ヴァルハラへの昇天する飛行士たち」のエピソードを挿入した[2]。また、ダールのいくつかの日本語訳書において前書きや解説なども行っている。

## 主な作品・日本語訳書

### 短編集
- Over to You: 10 Stories of Flyers And Flying（1946年）
  - 『飛行士たちの話』 永井淳訳（ハヤカワ・ミステリ文庫、1981年7月、新版2000年）ISBN 978-4150712525
  - 『飛行士たちの話 新訳版』 田口俊樹訳（ハヤカワ・ミステリ文庫、2016年8月）ISBN 978-4150712631
    - 収録されている短編「番犬に注意」が『36時間』（1964年）として映画化。他に「簡単な任務」など

- Someone Like You（1953年）
  - 『あなたに似た人』 田村隆一訳（早川書房、1957年10月／ハヤカワ・ミステリ文庫、2000年）ISBN 978-4150712518
  - 『あなたに似た人 Ⅰ・Ⅱ』 田口俊樹訳（ハヤカワ・ミステリ文庫、2013年5月）ISBN 978-4150712594／ISBN 978-4150712600
    - 『飛行士たちの話』に収録されている短編「あなたに似た人」Someone Like You（1945年）[3]と同じ題を通しタイトルにしているが、本作にはこの題の短編はない。
- Kiss Kiss（1960年）
  - 『キス・キス』 開高健 訳（早川書房〈異色作家短篇集〉、1974年9月、新版2005年10月）ISBN 978-4152086747
  - 『キス・キス 新訳版』 田口俊樹訳（ハヤカワ・ミステリ文庫、2014年5月）ISBN 978-4150712617

- Switch Bitch（1974年）
  - 『来訪者』 永井淳訳（ハヤカワ・ミステリ文庫、1989年）ISBN 978-4150712549
  - 『来訪者 新訳版』 田口俊樹訳（ハヤカワ・ミステリ文庫、2015年7月）ISBN 978-4150712624

- 『王女マメーリア』 田口俊樹訳（早川書房、1990年／ハヤカワ・ミステリ文庫、1999年）ISBN 978-4150712563
  - NEW ROALD DAHL'S COLLECTION OF SHORT STORIESの訳。日本オリジナル短編9作品

### 未収録短編
- In the Ruins（1964年）
  - 「廃墟にて」: ＨＭＭ'67.3
- Ah, Sweet Mystery of Life（1974年）
  - 「ああ生命の妙なる神秘よ」: ＨＭＭ'91.4

### 長編
- My Uncle Oswald（1979年）
  - 『オズワルド叔父さん』 田村隆一訳（早川書房、1983年／ハヤカワ・ミステリ文庫、1991年）ISBN 4150712557

### 児童文学
以下の日本訳は評論社で刊行。2005年よりシリーズ新訳・文庫版『ロアルド・ダール コレクション』が刊行。
- The Gremlins（1943年）
- James and the Giant Peach（1961年）
  - 『おばけ桃の冒険』 田村隆一訳 1972年9月 ISBN 4566010503
  - 『<ロアルド・ダール コレクション 1> おばけ桃が行く』 柳瀬尚紀訳 2005年11月 ISBN 456601410X
    - 「ジャイアント・ピーチ」の題名でアニメーション映画化。
- Charlie and the Chocolate Factory（1964年）
  - 『チョコレート工場の秘密』 田村隆一訳 1972年9月 ISBN 4566010511
  - 『チョコレート工場の秘密 （てのり文庫）』 田村隆一訳 1988年7月 ISBN 4566022544
  - 『<ロアルド・ダール コレクション 2> チョコレート工場の秘密』 柳瀬尚紀訳 2005年4月 ISBN 4566014118
  - 『チョコレート工場の秘密 フィルム・ブック』 柳瀬尚紀訳 2005年9月 ISBN 4566013634
    - 1971年「夢のチョコレート工場」メル・スチュアート監督による初の映画化。
    - 2005年「チャーリーとチョコレート工場」ティム・バートン監督による2度目の映画化。
    - 2017年「トムとジェリー 夢のチョコレート工場」トムとジェリーとコラボした3度目の映画化（「夢のチョコレート工場」のアニメリメイク）。
    - 2023年「ウォンカとチョコレート工場のはじまり」ウィリー・ウォンカの若き日を描いた前日譚映画。
- The Magic Finger（1966年）
  - 『魔法のゆび』 宮下嶺夫訳 1986年7月 ISBN 4566012336
  - 『<ロアルド・ダール コレクション 3> 魔法のゆび』 宮下嶺夫訳 2005年11月 ISBN 4566014126
- Fantastic Mr Fox（1970年）
  - 『父さんギツネバンザイ』 田村隆一・米沢万里子訳 1976年3月 ISBN 456601052X
  - 『父さんギツネバンザイ （てのり文庫）』 田村隆一・米沢万里子訳 1988年9月 ISBN 4566022552
  - 『<ロアルド・ダール コレクション 4> すばらしき父さん狐』 柳瀬尚紀訳 2006年1月 ISBN 4566014134
    - 「ファンタスティック Mr.FOX」の題名で映画化。
- Charlie and the Great Glass Elevator（1967年）
  - 『ガラスのエレベーター 宇宙にとびだす』 田村隆一訳 1978年8月 ISBN 4566010546
  - 『<ロアルド・ダール コレクション 5> ガラスの大エレベーター』 柳瀬尚紀訳 2005年7月 ISBN 4566014142
    - 『チョコレート工場の秘密』の続編。
- Danny the Champion of the World（1975年）
  - 『ぼくらは世界一の名コンビ! ダニィと父さんの物語 』 小野章訳 1978年6月 ISBN 4566010538
  - 『ぼくらは世界一の名コンビ! ダニィと父さんの物語』 文庫判、小野章訳 1990年4月 ISBN 4566022668
  - 『<ロアルド・ダール コレクション 6> ダニーは世界チャンピオン』 柳瀬尚紀訳 2006年3月 ISBN 4566014150
    - 「ダニー／ぼくらは世界一の名コンビ！」として1989年映画化。
- The Wonderful Story of Henry Sugar and Six More（1977年）
  - 『ヘンリー・シュガーのわくわくする話』 小野章訳 1979年3月 ISBN 4566010554
  - 『<ロアルド・ダール コレクション 7> 奇才ヘンリー・シュガーの物語』 柳瀬尚紀訳 2006年10月 ISBN 4566014169
- The Enormous Crocodile（1978年）
  - 『大きな大きなワニのはなし』 田村隆一訳 1978年11月 ISBN 4566002314
  - 『<ロアルド・ダール コレクション 8> どでかいワニの話』 柳瀬尚紀訳 2007年1月 ISBN 4566014177
- The Twits（1980年）
  - 『いじわる夫婦が 消えちゃった!』 田村隆一訳 1982年7月 ISBN 4566010562
  - 『<ロアルド・ダール コレクション 9> アッホ夫婦』 柳瀬尚紀訳 2005年9月 ISBN 4566014185
- George's Marvelous Medicine（1981年）
  - 『ぼくのつくった魔法のくすり』 宮下嶺夫訳 1990年2月 ISBN 456601066X
  - 『<ロアルド・ダール コレクション 10> ぼくのつくった魔法のくすり』 宮下嶺夫訳 2005年4月 ISBN 4566014193
- The BFG（1982年）
  - 『オ・ヤサシ巨人 BFG』 中村妙子訳 1985年11月 ISBN 4566010570
  - 『<ロアルド・ダール コレクション 11> オ・ヤサシ巨人BFG』 中村妙子訳 2006年6月 ISBN 4566014207
    - スティーヴン・スピルバーグ監督・製作で「BFG: ビッグ・フレンドリー・ジャイアント」として2016年に映画化。
- Revolting Rhymes（1982年）
  - 『へそまがり昔ばなし』 灰島かり訳 2002年3月 ISBN 4566010767
  - 『<ロアルド・ダール コレクション 12> へそまがり昔ばなし』 灰島かり訳 2006年6月 ISBN 4566014215
    - 『へそまがり昔ばなし』の題名で、TVアニメーション。2016年.
- Dirty Beasts（1983年）
  - 『<ロアルド・ダール コレクション 14> こわいい動物』 灰島かり訳 2006年10月 ISBN 4566014231
- The Witches（1983年）
  - 『魔女がいっぱい』 清水達也・鶴見敏訳 1987年4月 ISBN 4566010589
  - 『<ロアルド・ダール コレクション 13> 魔女がいっぱい』 清水達也・鶴見敏訳 2006年1月 ISBN 4566014223
    - ジム・ヘンソン製作総指揮「ジム・ヘンソンのウィッチズ/大魔女をやっつけろ!」の題名で映画化。
    - ロバート・ゼメキス監督「魔女がいっぱい」の題名で映画化。
- The Giraffe and the Pelly and Me（1985年）
  - 『こちらゆかいな窓ふき会社』 清水達也・清水奈緒子訳 1989年9月 ISBN 4566010597
  - 『<ロアルド・ダール コレクション 15> こちらゆかいな窓ふき会社』 清水奈緒子訳 2005年7月 ISBN 456601424X
- Matilda（1988年）
  - 『マチルダはちいさな大天才』 宮下嶺夫訳 1991年4月 ISBN 4566010678
  - 『<ロアルド・ダール コレクション 16> マチルダは小さな大天才』 宮下嶺夫訳 2005年9月 ISBN 4566014258
    - ダニー・デビート監督「マチルダ」の題名で映画化 （主演: マーラ・ウィルソン）、1996年。
    - また、2008年にイギリス本国で「マチルダ（Matilda The Musical）」の題で舞台化された。日本は2023年初演。
    - 2022年「マチルダ・ザ・ミュージカル」の題名で映画化。舞台の映画版。
    - 『ハリー・ポッターと賢者の石』が出る以前には、イギリスで児童書部門の売り上げ1位を独走していた。
- Rhyme Stew（1989年）
  - 『<ロアルド・ダール コレクション 17> まぜこぜシチュー』 灰島かり訳 2007年3月 ISBN 4566014266
- Esio Trot（1989年）
  - 『恋のまじない、ヨンサメカ』 久山太市訳 1997年5月 ISBN 4566010686
  - 『<ロアルド・ダール コレクション 18> ことっとスタート』 柳瀬尚紀訳 2006年3月 ISBN 4566014274
    - Roald Dahl's Esio Trot（「素敵なウソの恋まじない」）として2015年映画化。
- The Minpins（1991年）
  - 『ふしぎの森のミンピン』 おぐらあゆみ訳 1993年12月 ISBN 4566003175
- The Vicar of Nibbleswicke（1991年）
  - 『ねぶそくの牧師さん』 久山太市訳 1999年10月 ISBN 4566010694
  - 『<ロアルド・ダール コレクション 19> したかみ村の牧師さん』 柳瀬尚紀訳 2007年1月 ISBN 4566014282
- The Mildenhall Treasure（2000年）
  - 『ミルデンホールの宝物』 中村妙子訳 2000年7月 ISBN 4566011089

### 自伝的作品
- Boy - Tales of Childhood (1984年)
  - 『少年』 永井淳訳 （早川書房、1989年） ISBN 4152034157
  - 『少年』 永井淳訳 （ハヤカワ・ミステリ文庫、2000年） ISBN 4150712573
  - 『少年 新訳版』 田口俊樹訳（ハヤカワ・ミステリ文庫、2022年） ISBN 4150712646
- Going Solo (1986年)
  - 『単独飛行』 永井淳訳 （早川書房、1989年） ISBN 4152034181
  - 『単独飛行』 永井淳訳（ハヤカワ・ミステリ文庫、2000年） ISBN 4150712581
- My Year (1993年)
  - 『一年中ワクワクしてた』 久山太市訳、評論社 2000年9月 ISBN 4566010759
  - 『<ロアルド・ダール コレクション 20> 一年中ワクワクしてた』 柳瀬尚紀訳、評論社 2007年3月 ISBN 4566014290

### アンソロジー
- 『まるごと一冊 ロアルド・ダール』 田村隆一ほか訳、評論社、2000年10月 ISBN 4566010740
- クリス・ポーリング『<ロアルド・ダール コレクション 別巻1> ダールさんってどんな人?』 スティーヴン・ガルビス 絵／灰島かり訳 2007年4月 ISBN 4566014304
- 『<ロアルド・ダール コレクション 別巻2> 「ダ」ったらダールだ!』 ウンディ・クーリング 編、クェンティン・ブレイク 絵／柳瀬尚紀訳 2007年4月 ISBN 4566014312
- 『<ロアルド・ダール コレクション 別巻3> 　ダールのおいしい！？レストラン』 そのひかる訳、2016年9月 ISBN 4566014339

### 小冊子
- Roald Dahl's Guide to Railway Safety(1991年), British Railway, ISBN 978-6132034410
  - 『ロアルド・ダールの鉄道安全読本』安藤陽訳、日本経済評論社、2001年。ISBN 9784818813892

## ロアルド・ダール劇場
ロアルド・ダール劇場「予期せぬ出来事」（Roald Dahl's Tales of Unexpected）とは、ITVで1979年から放映されたドラマシリーズ。1988年まで全9シーズンが放送された。主にダール自身の短編小説を原作（他作家が原作の作品もある）とした1話完結/30分のミステリーで、本人が案内役で出演している。日本でも1980年から東京12チャンネル（現：テレビ東京）で放送された。現在、DVDが入手可能である。

## 脚本
- 007は二度死ぬ（1967年）
- チキ・チキ・バン・バン（1968年）